# 小行星1234
小行星1234（1234 Elyna）是一颗围绕太阳公转的小行星。1931年10月18日，卡爾·威廉·萊茵姆特在海德堡发现了此天体。
該小行星以薹草的異名命名。
这颗小行星的绝对星等为86.7752739264251等。